# أحمد عبده مصطفى
أحمد عبده مصطفى (مواليد 1946) لاعب كرة قدم سوداني. نافس في دورة الألعاب الأولمبية الصيفية لعام 1972.

## روابط خارجية
- أحمد عبده مصطفى على موقع أوليمبيديا (الإنجليزية)